# Гібу Микола Трохимович
Микола Трохимович Гібу (нар. 19 листопада 1936 року, Озерне, Ізмаїльського району Одеської області) — радянський кінорежисер та сценарист.

## Життєпис
Народився 19 листопада 1936 року у селі Озерне Ізмаїльського району Одеської області — на момент народження село знаходилося під румунською окупацією та носило назву Авереску, та територіально відносилося до Бессарабської губернії. У мореходному училищі Ізмаїла отримав спеціальність «моторист».
У 1966 році закінчив сценарний факультет ВДІКу (майстерня Кіри Парамонової та Валентина Єжова).
З 1966 року — сценарист та редактор Комітету з кінематографії Молдавської РСР, з 1970 — режисер кіностудії «Молдова-фільм». Частину своїх робіт створив разом із дружиною — молдавською письменницею Зінаїдою Чирковою.
Під час роботи над деякими фільмами — повертався до своєї малої батьківщини. Село Озерне та різні куточки Ізмаїльського району фігурують у стрічках «Чи винна я?», «Ваш спеціальний кореспондент», «Гра в смерть, або Сторонній», «Кодова назва „Південний грім“», «Останній уклін». Відтворення Татарбунар для зйомок історичного фільму «Гнів» за мотивами подій Татарбунарського повстання 1924 року, відбулося на околиці Озерного — художник–постановник Микола Апостоліді робив ескізи на основі збережених малюнків, фотографій та спогадів селян, які вижили після знищення Татарбунар артилерією та його спаленя. Зйомки документального фільму «Любов моя, Придунав'я» проходили на півдні Одеської області — стрічка стала гімном поліетнічності складу населення регіону.
Режисерсько–сценарний доробок Миколи Гібу складає близько півсотні художніх та документальних фільмів. На кіностудії «Молдова-фільм» працював протягом майже сорока років. Є автором книг та статей з молдавського кінематографу.

### Родина
- Дружина — Зінаїда Чиркова — радянська письменниця, сценарист, режисерка, Заслужений діяч мистецтв Молдови
  - Син — Ігор Чирков-Гібу — режисер, актор, сценарист
    - Онук — Єгор

## Фільмографія
Режисерські роботи
- 1973 — Зарубки на пам'ять
- 1974 — Гнів (рос. «Гнев») (спільно із Леонідом Проскуровим)
- 1977 — Корінь життя (рум. «Rădăcinile viaţii»)
- 1980 — Кодова назва «Південний грім» (рос. «Кодовое название „Южный гром“»)
- 1983 — Знайди на щастя підкову (спільно із Зінаїдою Чирковою)
- 1987 — Ваш спеціальний кореспондент
- 1988 — Політв'язень Р-886 (документальний)
- 1989 — Завойовники Сибіру (документальний)
- 1991 — Чи винна я?
- 1991 — Гра в смерть, або Сторонній
- 2005 — І вклонімося… (Молдова, короткометражний)

Сценарист
- 1965 — Дівча з буксира (рос. «Девчонка с буксира») (короткометражний)
- 1971 — Офіцер запасу
- 1983 — Знайди на щастя підкову

Акторські роботи
- 1956 — «Поет»  — епізод (у титрах відсутній)